# آنا رايكوفيتش
آنا رايكوفيتش مواليد 4 سبتمبر 1996 في بودغوريتسا، هي لاعبة كرة يد مونتينيغرية تلعب كحارس مرمى. مثلت منتخب الجبل الأسود لكرة اليد للسيدات.